# Markus F. Peschl
Markus F. Peschl (* 1. April 1965 in Wien) ist ein österreichischer Kognitionswissenschaftler, Innovationsforscher und Wissenschaftstheoretiker.

## Leben
Nachdem Markus F. Peschl 1983 die Matura abgelegt hatte, studierte er von 1983 bis 1987 Informatik, Psychologie und Philosophie. 1986 schloss er sein Studium an der Technischen Universität Wien als Diplom-Ingenieur in Informatik ab. Danach war er eine Zeit als wissenschaftlicher Mitarbeiter an der Technischen Universität Wien tätig und verfasste seine Dissertation. 1989 wurde er dann an der Technischen Universität Wien zum Dr. techn. in Informatik promoviert.
Daraufhin war er bis 1991 als wissenschaftlicher Mitarbeiter an der Universität Wien tätig, wie auch später von 1995 bis 1996 nochmals. Von 1992 bis 1994 war Peschl Post-Doc an der University of California in San Diego.
1996 habilitierte sich Peschl an der Universität Wien im Bereich „Wissenschaftsphilosophie und kognitive Wissenschaft“ und wurde Dozent.
Seit 1997 ist er außerordentlicher Professor für Wissenschaftstheorie und Kognitionswissenschaften an der Universität Wien. Er ist ferner Gastprofessor an der Universität der Künste, Berlin, Comenius-Universität, Bratislava,  Johannes Kepler Universität Linz und der Donau-Universität Krems.
Peschl ist verheiratet und Vater zweier Söhne.

## Schwerpunkte
Peschls Schwerpunkte sind u. a. Innovationsforschung, die Theorie des Wissens und der Kognition, theoretische Grundlagen des Wissens, der knowledge creation, der Wissensdarstellung und des Wissenstransfer/-vermittlung in Lehr-/Lernprozessen, Organizational learning, Theorie U, (radikale) Innovation und Wissensmanagement, und die Frage, „wie das neue in die Welt kommt“. In diesem Kontext hat er die Konzepte der Emergenten Innovation und des Enabling Space entwickelt.

## Ehrungen
- Preis für innovative Lehrmethoden der Universität Wien, für das Internetseminar Wissenschaftstheorie und Philosophie der Wissenschaften (2001)
- Preis für innovative Lehrmethoden der Universität Wien, für sein Seminar der Wissenschaftstheorie und E-Learning (2002)
- Teaching Award der Universität Wien für das Middle European Joint Master Program in Cognitive Science (MEi:CogSci) (gem. m. B.Römmer-Nossek, E.Zimmermann, N.Rossmanith, A.Reichelt) (2013)

## Veröffentlichungen (Auswahl)
- M. F. Peschl: Shifting from collaboration with others to collaboration with the future in design and innovation processes. In: DMI Design Management Institute (Hrsg.): Next wave. The21st dmi: Academic Design Management Conference Proceedings. Design Management Institute. Boston, Mass 2018, S. 279–288.
- M. Hartner-Tiefenthaler, K. Rötzer, G. Bottaro, M. F. Peschl: When relational and epistemological uncertainty act as driving forces in collaborative knowledge creation processes among university students. In: Thinking Skills and Creativity. Band 28, Juni 2018, S. 21–40.
- M. Peschl, F. Fundneider: Future-oriented innovation. How affordances and potentials can teach us how to learn from the future as it emerges. In: W. Hofkirchner, M. Burgin (Hrsg.): The future information society. Social and technological problems. World Scientific Publishing, Singapore 2017, S. 223–240.
- T. Grisold  M. F. Peschl: Why a systems thinking perspective on cognition matters for innovation and knowledge creation. A framework towards leaving behind our projections from the past for creating new futures. In: Systems Research and Behavioral Science. Band 34, Nr. 3, 2017, S. 335–353. doi:10.1002/sres.2456
- M. F. Peschl, T. Fundneider: Design as anticipation and innovation. Co-creating a future by learning from the future as it emerges. In: Design Research Society (Hrsg.): Proceedings of DRS 2016, Design Research Society 50th Anniversary Conference. DRS, Brighton, UK 2016, S. 1–14.
- S. Tebbich, S. G. Griffin, M. F. Peschl, K. Sterelny: From mechanisms to function. An integrated framework of animal innovation. In: Philosophical Transactions of the Royal Society B. Band 371, Nr. 1690, 2016, S. 1–11. doi:10.1098/rstb.2015.0195
- M. F. Peschl, T. Fundneider: Why space matters for collaborative innovation networks. On designing enabling spaces for collaborative knowledge creation. In: International Journal of Organisational Design and Engineering (IJODE). Band 3, Nr. 3/4, 2014, S. 358–391. doi:10.1504/IJODE.2014.065072
- M. F. Peschl, T. Fundneider: Evolving the future by learning from the future (as it emerges)? Toward an epistemology of change. In: Behavioral and Brain Sciences. Band 37, Nr. 4, 2014, S. 433–434. doi:10.1017/S0140525X13003245
- M. F. Peschl, G. Bottaro, M. Hartner-Tiefenthaler, K. Rötzer: Learning how to innovate as a socio-epistemological process of co-creation. Towards a constructivist teaching strategy for innovation. In: Constructivist Foundations. Band 9, Nr. 3, 2014, S. 421–433.
- M. F. Peschl, T. Fundneider: Designing and enabling interfaces for collaborative knowledge creation and innovation. From managing to enabling innovation as socio-epistemological technology. In: Computers and Human Behavior. Band 37, 2014, S. 346–359. doi:10.1016/j.chb.2012.05.027
- M. F. Peschl, T. Fundneider: Theory-U and Emergent Innovation. Presencing as a method of bringing forth profoundly new knowledge and realities. In: O. Gunnlaugson, C. Baron, M. Cayer (Hrsg.): Perspectives on Theory U: Insights from the field. Business Science Reference/IGI Global, Hershey, PA 2013, S. 207–233.
- M. F. Peschl, T. Fundneider: Spaces enabling game-changing and sustaining innovations: Why space matters for knowledge creation and innovation. In: Journal of Organisational Transformation and Social Change (OTSC). Band 9, Nr. 1, 2012, S. 41–61. doi:10.1386/otsc.9.1.41_1
- M. F. Peschl, T. Fundneider: Emergent Innovation and Sustainable Knowledge Co-creation. A Socio-Epistemological Approach to “Innovation from within”. In: M. D. Lytras, J. M. Carroll, E. Damiani u. a. (Hrsg.): The Open Knowledge Society: A Computer Science and Information Systems Manifesto. Springer, New York / Berlin / Heidelberg 2008, S. 101–108.
- M. F. Peschl, A. Batthyany (Hrsg.): Geist als Ursache? Mentale Verursachung im interdisziplinären Diskurs. Königshausen & Neumann, Würzburg 2008, ISBN 978-3-8260-3806-8.
- M. F. Peschl: Triple-loop learning as foundation for profound change, individual cultivation, and radical innovation. Construction processes beyond scientific and rational knowledge. In: Constructivist Foundations. Band 2, Nr. 2-3, 2007, S. 136–145.
- M. F. Peschl: Enabling Spaces—epistemologische Grundlagen der Ermöglichung von Innovation und knowledge creation. In: N. Gronau (Hrsg.): Professionelles Wissensmanagement. Erfahrungen und Visionen. GITO, Berlin 2007, S. 362–372.
- M. F. Peschl (Hrsg.): Die Rolle der Seele in der Kognitionswissenschaft und der Neurowissenschaft. Auf der Suche nach dem Substrat der Seele. Königshausen & Neumann, Würzburg 2005.
- M. F. Peschl: Structures and diversity in everyday knowledge. From reality to cognition and back. In: J. Gadner u. a. (Hrsg.): Organising Knowledge. Methods and case studies. Palgrave Macmillan, Hampshire 2003, S. 3–27.
- M. F. Peschl: Constructivism, cognition, and science. An Investigation of its links and possible shortcomings. In: Foundations of Science. Band 6, Nr. 1, 2001, S. 125–161.
- Cognitive modelling. Ein Beitrag zur cognitive science aus der Perspektive des Konstruktivismus und des Konnektionismus. Dt. Universitätsverlag, Wiesbaden 1990, ISBN 3-8244-2014-7.
- Repräsentation und Konstruktion. Kognitions- und neuroinformatische Konzepte als Grundlage einer naturalisierten Epistemologie und Wissenschaftstheorie. Vieweg, Braunschweig/Wiesbaden 1994, ISBN 3-528-06651-2.